# Marchi Mobile
Die Marchi Mobile Holding AG ist ein 2010 in Österreich gegründeter Hersteller von Luxus-Reisemobilen aus Wien. Seit 2013 befindet sich der Firmensitz in der Schweiz.

## Geschichte
Die Firmengründung des nach Mario Marchi benannten Unternehmens im Mai 2010 basiert auf dem Erwerb der Rechte und der Weiterentwicklung des aerodynamischen Truckdesigns des deutschen Designers Luigi Colani. Durch die aerodynamische Form der Elemment-Palazzo-Fahrzeuge sollen sie je nach Ausstattung auf Langstrecken bis zu 25 % weniger Kraftstoff als vergleichbare große Trucks verbrauchen.
Auf dieser Basis entwickelten Marchi und sein Team das erste Wohn- und Reisemobil und stellten dieses 2011 der Öffentlichkeit vor.
Um Fremdkapital für die geplante Expansion anzulocken, wurde eine investorenfreundliche Firmenstruktur gewählt. 2013 ging die Marchi Mobile GmbH 2013 im Firmenverbund der Marchi Mobile Holding AG mit Sitz im schweizerischen Baar auf. Der Firmensitz wechselte in den darauf folgenden Jahren von Baar nach Freienbach, Pfäffikon, zuletzt nach Zürich. Es sind 5'477'804 Namenaktien mit Stimmrecht zu CHF 0.10 Nominalwert, und 10'000'000 Namenaktien ohne Stimmrecht zu CHF 0.01 Nominalwert im Umlauf (Stand 23. Januar 2021).

## Modelle
Die Baureihen Elemment (Eigenschreibweise eleMMent) und MMpro werden in folgenden Modellen vertrieben:

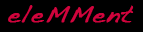

| Baureihe         | Beschreibung |
| ---------------- | --- |
| Elemment palazzo | Luxus-Reisemobil, das 2013 als das teuerste Reisemobil benannt wurde. Das Gewicht beträgt 20 Tonnen und die Länge 12 Meter. Ausführung auch als family für zwei Erwachsene und bis zu vier Kindern, superior als Vollausstattung und imperiale auf Kundenwunsch gefertigt. |
| Elemment viva    | Shuttle Mobil angepasst an den Bedarf für Geschäftsreisende in Kombination mit einer Büroeinrichtung, Ausführung als private jet für den Kurzstreckentransfer, business jet als mobiler Konferenzraum, commercial Fertigung auf Kundenwunsch                               |
| Elemment visione | Einsatz als Promotionfahrzeug / Promotionmobil, Ausführung auch als showroom oder Flagship-Store. |
| MMpro            | Aerodynamisch geformte Zugmaschine mit einer bis zu 25 % höheren Treibstoffersparnis im Vergleich zu herkömmlichen Modellen. |
| MMpro liberty    | Aerodynamisch geformte Zugmaschine mit Schlafkabine für den Fahrer, konzipiert für den amerikanischen Markt |

## Markenzeichen
Die von Marchi Mobile zum Verkauf angebotenen Fahrzeuge basieren teilweise auf dem weiterentwickelten aerodynamischen Colani-Design mit Einflüssen aus Luftfahrt, Yachting und Motorsport.

## Belege
1. 1 2 3 4  Wohnmobil "eleMMent PALAZZO": Rollendes Schloss verkauft,  autobild.de, 12. Juni 2013
2. 1 2  Jan Belezina: Marchi Mobile's eleMMent RV - a luxury mansion on wheels, newatlas.com, 18. Oktober 2011 (englisch)
3. 1 2 3  Protz-Camping: Das ist das teuerste Wohnmobil der Welt (Memento vom 12. Juli 2014 im Internet Archive), Zoomin.tv auf focus.de, 13. Mai 2014 (Video, nicht im Internet-Archiv anzeigbar): „Das Element Palazzo ist Luxus pur. Für über 2 Millionen Euro ist es das teuerste Wohnmobil der Welt. Sogar einen Kamin und eine Dachterasse  mit Grillnische kann das Fahrzeug vorweisen. Doch was hat das noch mit Camping zu tun?“
4. 1 2  Jeff Glucker: Marchi Mobile EleMMent Palazzo is a $3M rolling excess machine (Memento vom 17. Januar 2014 im Internet Archive), foxnews.com, 12. Juni 2013 (amerikanisches Englisch)
5. 1 2  Holger Wittich: auto-motor-sport Marchi Mobil Elemment: Luxusmobil für Shuttle, Reise, Party und Business,  auto-motor-und-sport.de, 3. November 2016
6. 1 2  David K Gibson: The eleMMent Palazzo, a $3m land yacht (Memento vom 10. August 2014 im Internet Archive), THE ROUNDABOUT BLOG auf bbc.com, 9. August 2014 (britisches Englisch)
7. 1 2  Ben Lucareli: For $3 million, the ultimate land yacht? When you'd rather sail the tarmac seas..., roadandtrack, 24. September 2013 (englisch)